# استان ترات

نقشهٔ تایلند و جایگاه استان ترات.

استان ترات یکی از استانهای کشور تایلند است. مساحت آن 2189 کیلومترمربع می‌باشد. جمعیت این استان در سال ۲۰۰۰ بالغ بر ۲۱۹۰۰۰ نفر برآورد شده است .
استان ترات از نظر تقسیمات کشوری بخشی از ناحیه شرق تایلند به حساب می آید. مرکز این استان شهر ترات است.